# Jerzy Fryszman

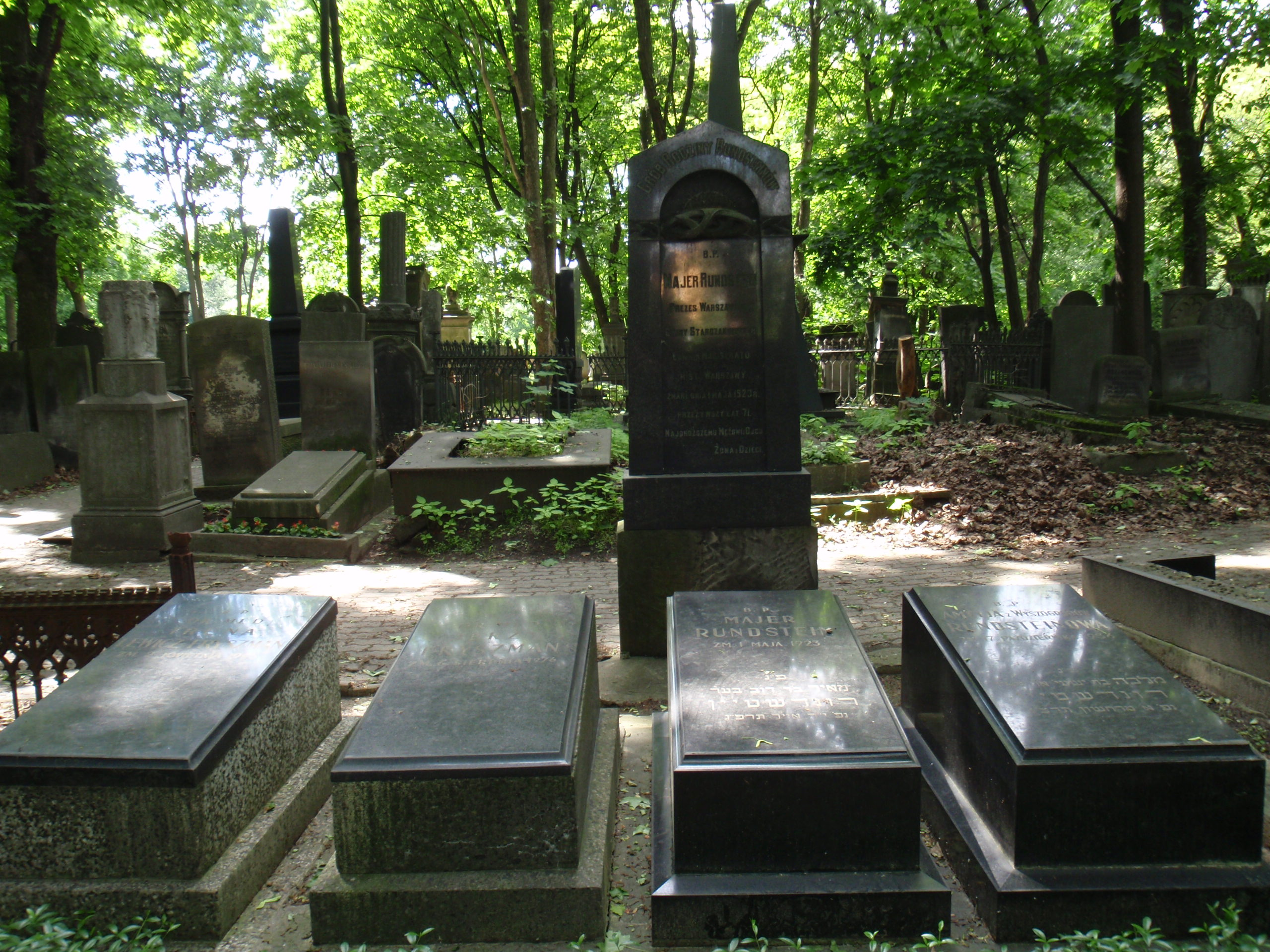
Grób Jerzego Fryszmana i jego żony Ireny na cmentarzu żydowskim w Warszawie (odpowiednio drugi od lewej i pierwszy od lewej)

Jerzy Fryszman (ur. 7 maja 1904 w Warszawie, zm. 6 sierpnia 1976 tamże) – polski lekarz-urolog żydowskiego pochodzenia.

## Życiorys
Urodził się w Warszawie w rodzinie żydowskiej, jako syn lekarza Aleksandra Fryszmana (1874–1939) i Ewy z domu Rundstein (1879–1940). Brat Aliny Lewinson (1900–1980), matki Janiny Bauman (1926–2009); szwagier Szymona Lewinsona (1896–1940).
Przed II wojną światową pracował w Prywatnej Klinice Urologicznej dr. Aleksandra Fryszmana przy ulicy Tłomackie w Warszawie. Okres wojny spędził w Związku Radzieckim. Po wojnie był ordynatorem Szpitala Bielańskiego. Był członkiem założycielem Polskiego Towarzystwa Urologicznego, w zarządzie którego zasiadał przez wiele lat. W 1969 wprowadził sposób czasowego szwu hemostatycznego, zaproponowanego przez Juvarę z Bukaresztu w 1968.
Pochowany jest obok żony Ireny z domu Lewicz (zm. 1995) na cmentarzu żydowskim przy ulicy Okopowej w Warszawie (kwatera 10).

## Wybrane prace
- Fryszman J., Cybulski B. Ocena wartości czasowego szwu hemostatycznego w operacjach usunięcia gruczolaka stercza metodą Juvara z zastosowaniem własnej modyfikacji. Polski Przegląd Chirurgiczny, 1975, 47, 265.

w tym książki:
- 1935: Cztery przypadki nerki przemieszczonej